# Voûte catalane

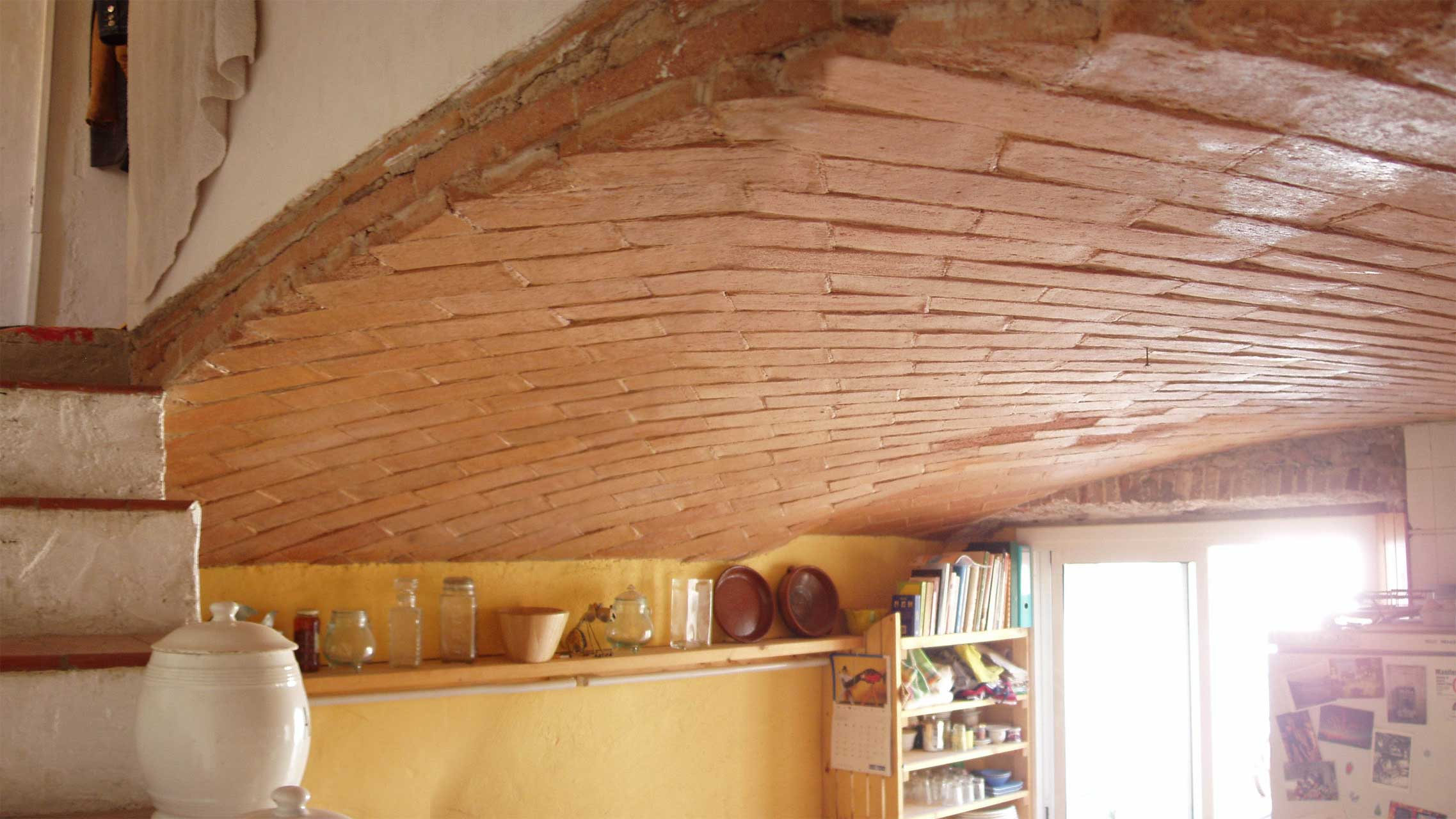
Plafond en voûte catalane dans une maison au cœur du quartier de Sarrià à Barcelone.

La voûte catalane ou voûte en brique planes (en catalan, volta catalana) est une technique de construction traditionnelle catalane qui date du XVIIe siècle. Elle consiste à couvrir l'espace au moyen d'une voûte où les briques sont disposées sur le travers, c'est-à-dire de façon que la surface la plus importante de la brique soit libre et que le travers de la brique soit en contact avec les briques voisines.
Lorsque l'espace à couvrir n'était pas trop important, cette technique permettait de construire assez rapidement une voûte sans utiliser de cintre, ce qui explique qu'elle fut amplement utilisée. La voûte catalane fut utilisée pour couvrir en une seule fois les plafonds des rez-de-chaussée des mas et les constructions urbaines populaires. À partir du XIXe siècle, elle fut appliquée aux constructions plus nobles, notamment lors de la réalisation du plan Cerdà à Barcelone ou de la Casa Batlló.

## Origines

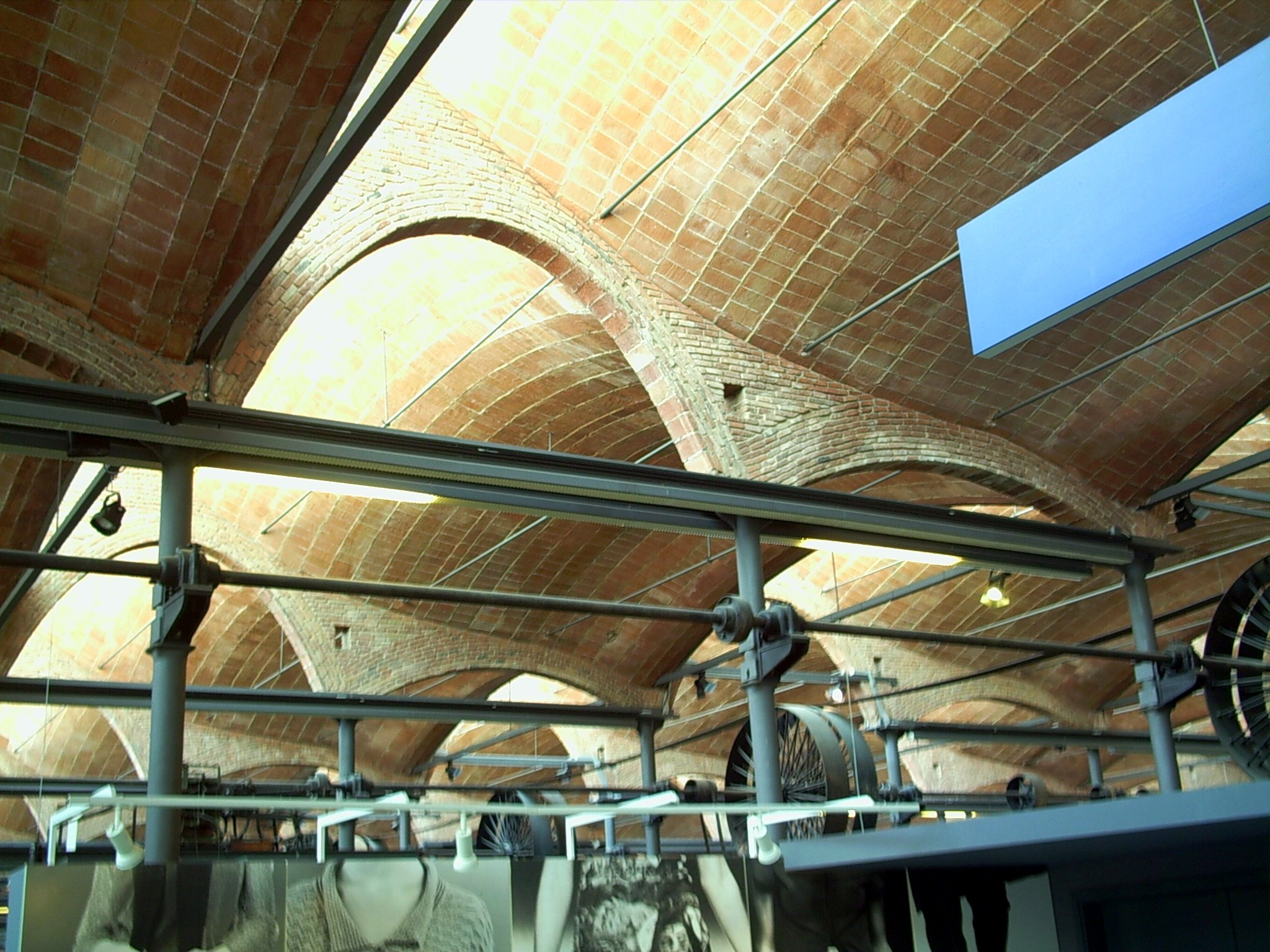
Intérieur avec une «voûte catalane » de la zone industrielle du Vapor Aymerich, qui fait actuellement partie du Museu de la Ciència i de la Tècnica de Catalunya, à Terrassa.

L'origine de la voûte en brique plane doit être située dans les travaux des constructeurs romains qui doublaient, pour les renforcer, les cintres permanents de briques sous les voûtes de charges en pierre et en ciment des grandes constructions romaines. L'usage systématique d'une telle doublure est notamment visible aux thermes de Caracalla à Rome, où, au-dessus d'une première feuille de grands blocs de briques carrées de 60 cm de côté (pentadoron) était posée une autre feuille de briques carrées de dimensions 2/3 des précédentes (laterculi) et laissant des briques de bordure pour lier les deux couches.
La technique romaine continua à être utilisée dans les constructions dans les zones les plus influencées par Rome et lorsqu'au XVIIe siècle les architectes et maîtres d’œuvre italiens furent invités par les rois de Castille et d'Aragon, par la noblesse et le clergé de la péninsule ibérique pour construire de nombreuses sortes d'édifices selon les canons de la Renaissance. Ceux-ci importèrent la technique de volte di quarto et enseignèrent cette technique aux ouvriers et maçons qui l'utilisèrent abondamment dans toute la péninsule avec un succès particulièrement notable à Madrid. La voûte italienne fut un important succès dans la capitale espagnole alors même qu'elle était suspectée d'être fragile à cause de sa légèreté et de sa pente caractéristique.
Ce fut à cette époque que le frère Augustin (Fray Lorenzo de San Nicolás), maître d’œuvre à la cour de Madrid popularisa le terme de « voûte catalane » en reconnaissance du travail des ouvriers et maçons de la principauté de Catalogne qui travaillaient à Madrid et qui se distinguaient par la qualité et l'audace de leur voûtes de briques planes.

## Construction
Pour réaliser un plafond ou un escalier, ou pour couvrir un espace entre des arcades ou des murs, on réalise une première feuille de briquettes finement jointes avec du plâtre au-dessus de laquelle on dispose une (ou plusieurs) autres feuilles de briquettes jointes avec du mortier. Le résultat est bien plus léger qu'avec d'autres techniques de construction. On utilisait éventuellement un cintre mince que l'on déplaçait au fur et à mesure de l'avancement, mais la majorité de ces voûtes furent construites sans cintre, en exploitant la grande vitesse de prise du plâtre pour ajouter des briquettes et sans utiliser de soutènement en bois.
Lors de la construction d'un escalier sur voute sarrasine, il est possible de prendre appui sur les marches déjà construites pour monter les suivantes.

## Exportation aux États-Unis

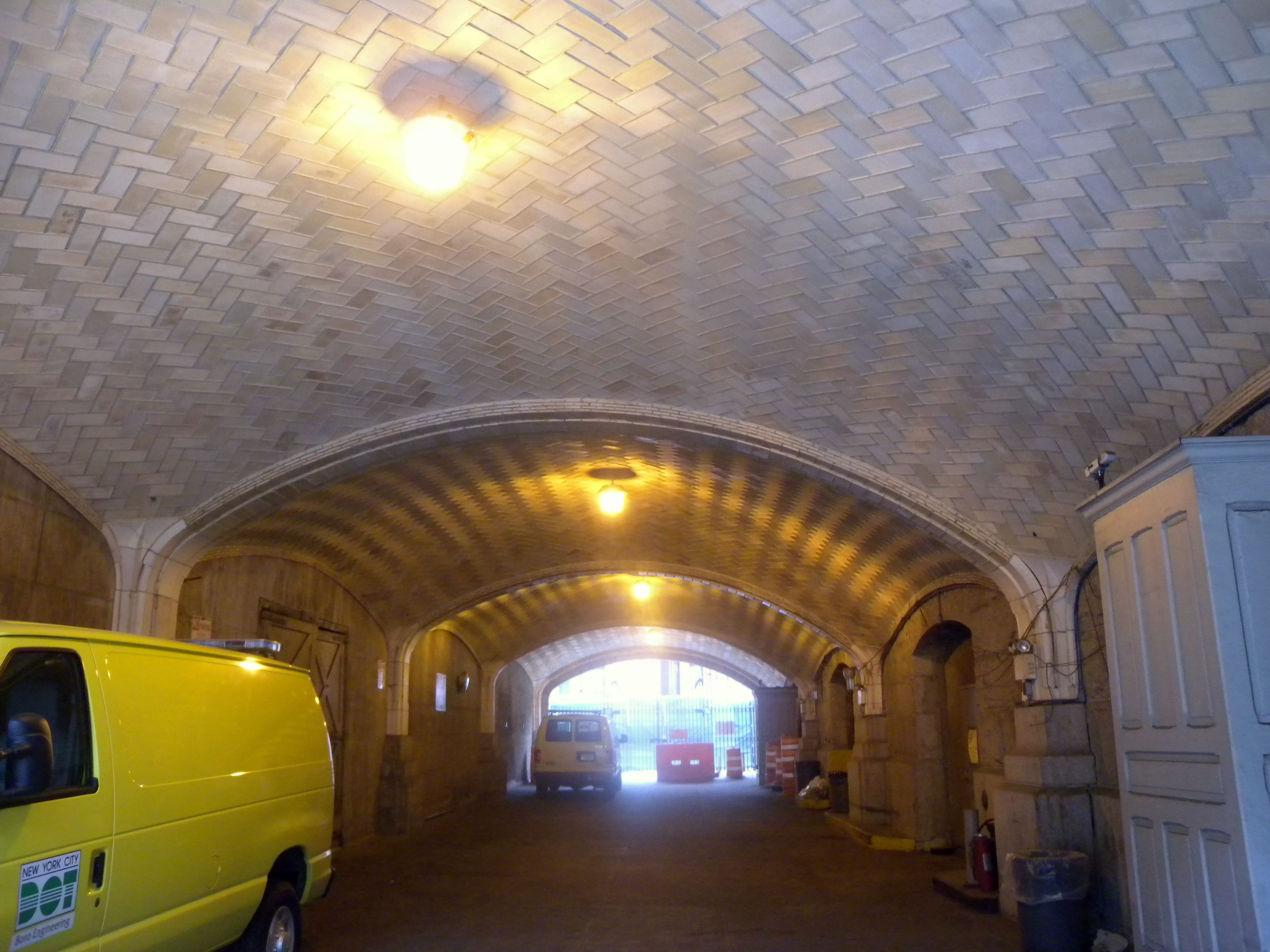
Vue depuis la de Manhattan du marché sous le pont de Queensboro (construction de Rafael Guastavino).

Rafael Guastavino, architecte valencien qui travaillait en Catalogne s'installa avec son fils durant les années 1880 aux États-Unis. Ils exportèrent cette technique de construction basée sur le système traditionnel de briquettes et qui permet de n'utiliser que de la terre cuite.
Après l’incendie de Chicago de 1871, l'opinion publique nord-américaine réclama de nouvelles techniques de constructions incombustibles. L'une fut le fer, et l'autre la terre cuite, dont Guastavino était un grand expert. Le succès arriva lorsque  Guastavino construisit les voûtes de la Bibliothèque publique de Boston en 1889 pour les architectes McKim, Mead & White. La critique architecturale nord-américaine resta fascinée par ces voûtes qui ne semblaient s'appuyer nulle part.

### Sources et bibliographie
- Philippe Araguas, « L'acte de naissance de la Boveda Tabicada ou le certificat de naturalisation de la “voûte catalane” », Bulletin monumental, t. 156, no 2,‎ 1998, p. 129-136 (lire en ligne).